# Charaxes fuscus
Charaxes fuscus är en fjärilsart som beskrevs av Jacques Plantrou 1967. Charaxes fuscus ingår i släktet Charaxes och familjen praktfjärilar. Inga underarter finns listade i Catalogue of Life.